# Басарабаса (Хунедоара)
Басарабаса (рум. Basarabasa) насеље је у Румунији у округу Хунедоара у општини Ваца Де Жос. Oпштина се налази на надморској висини од 230 m.

## Становништво
Према подацима из 2002. године у насељу је живело 261 становника, од којих су сви румунске националности.